# Heinrich Bronsart von Schellendorff
Pour les autres membres de la famille, voir Bronsart von Schellendorff.
Heinrich Karl Christoph Bronsart von Schellendorff, également Heinrich Bronsart von Schellendorf (né le 16 novembre 1803 à Braunsberg et mort le 2 novembre 1874 à Hanovre) est un lieutenant général prussien.

## Biographie

### Origine
Heinrich est issu de la famille Bronsart, mentionnée pour la première fois en 1339. Il est le fils du major prussien Ewald Christoph von Bronsart (1761-1807), mort lors du siège de Dantzig, et de son épouse Anna, née Schwiderowius (1770-1849). Depuis 1823, la famille de Heinrich von Bronsart porte le nom de "Bronsart von Schellendorff". L'orthographe de la syllabe -dorf(f) dans le nom de la famille varie également dans les sources contemporaines (-f/-ff) et n'est pas utilisée de manière uniforme par les différents membres de la famille.

### Carrière militaire
Après avoir la maison des cadets de Berlin, Bronsart est affecté le 28 juillet 1821 au 4e régiment d'infanterie de l'armée prussienne en tant que sous-lieutenant. En 1825, il est commandé au bataillon d'instruction d'infanterie et étudie à l'École générale de guerre de 1827 à 1830. À la mi-juillet 1836, il rejoint la 2e brigade de Landwehr en tant qu'adjudant ; à partir d'avril 1840, il occupe la même fonction au sein de la 2e division d'infanterie. Le 14 août 1842, il devient capitaine et le 18 septembre 1844, avec un brevet du 29 novembre 1841, il rejoint le 1er régiment d'infanterie en tant que commandant de compagnie. Le 31 mars 1846, il rejoint le 5e régiment d'infanterie où il devient major et commandant du 2e bataillon dans le 5e régiment de Landwehr le 21 mars 1848. Le 12 mars 1852, il rejoint le 3e régiment d'infanterie en tant que chef de bataillon ; il est en outre promu lieutenant-colonel le 22 mars 1853. Le 10 juin 1856, il est transféré à la forteresse de Wesel en tant que commandant, et le 17 juillet 1856, il est mis à la suite du 3e régiment d'infanterie. Le 15 octobre 1856, il est promu colonel et le 27 août 1857, il est nommé commandant du 37e régiment d'infanterie. Le 19 mai 1859, il arrive à Dantzig, en tant que commandant, reçoit l'ordre de l'Aigle rouge de 3e classe avec ruban et est promu major général le 31 mars 1859. Le 3 juin 1860, il reçoit l'ordre de l'Aigle rouge de 2e classe avec feuilles de chêne. Le 13 mai 1861, il est muté à la 2e brigade d'infanterie en tant que commandant, puis à la 10e division d'infanterie le 9 janvier 1864. Le 25 juin 1864, il est promu lieutenant-général et nommé directeur du département d'économie militaire au ministère de la Guerre, ainsi que président de la commission d'examen des fonctionnaires de l'intendance et membre du conseil d'administration du Grand orphelinat militaire de Potsdam.
Le 19 janvier 1866, Bronsart von Schellendorff reçoit l'étoile de l'ordre de l'Aigle rouge de 2e classe avec feuilles de chêne. Pendant la mobilisation à l'occasion de la guerre austro-prussienne, il est nommé intendant général de l'armée le 23 mai 1866. Après la guerre, il est mis à disposition le 18 décembre 1866 avec l'attribution de l'ordre de l'Aigle rouge de 1re classe avec feuilles de chêne et pension. Il vit avec sa femme à Hanovre, où il meurt le 2 novembre 1874.

### Famille
Heinrich Bronsart von Schellendorff se marie le 19 avril 1829 à Berlin avec Antoinette de Rège (1810-1873), fille du marchand Daniel Louis Drège de Cassel et de Marianne Christine Diederich. Le couple sont les ancêtres de la célèbre famille d'officiers Bronsart von Schellendorf(f), qui donne naissance à de nombreux militaires prussiens de l'époque impériale. Ils ont douze enfants, dont :
- Hans (1830–1913), chambellan prussien, directeur général du Théâtre de la Cour de Weimar marié en 1861 avec Ingeborg Stark (1840–1913), pianiste et compositeur allemand
- Paul (1832-1891), général d'infanterie prussien, ministre de la guerre marié avec Rosalie Schmidt (1833-1913), dame de l'ordre de Louise
- Walther (1833–1914), général d'infanterie prussien, ministre de la Guerre marié avec Harriet Donner (1841–1917)
- Heinrich (1841-1879), aide de camp du grand-duc de Mecklembourg-Schwerin marié en 1872 avec Elisabeth baronne von Schellersheim (1850-1938) [1]
- Antonie (1848-1927) marié en 1869 avec Friedrich von Hanenfeldt (de) (1838-1910), seigneur de Grunenfeld près de Braunsberg
- Rosalie (née en 1851), matrone à l'hôpital de la Miséricorde à Königsberg (de)